# Lastno gibanje
Lástno gíbanje zvezde je meritev spremembe njene lege na nebu skozi časovno obdobje, ko se izključijo vsa nelastna gibanja. Lastno gibanje se razlikuje od radialne hitrosti, ki je časovna sprememba razdalje proti opazovalcu ali stran od njega.
Skozi stoletja so zvezde skoraj v enakih legah druga glede na drugo in tako skozi čas tvorijo enaka ozvezdja. Veliki medved na primer izgleda skoraj enako kot je izgledal stotine let nazaj v preteklosti. Natančna merjenja pa so pokazala, da ozvezdja menjajo svojo obliko, čeprav počasi, in da se zvezde gibajo neodvisno.